# The Morning Post
The Morning Post fue un diario conservador publicado en Londres entre 1772 y 1937, cuando fue adquirido por The Daily Telegraph.

## Historia
El periódico fue fundado por John Bell. Originalmente un periódico whig, fue adquirido por Daniel Stuart (1766-1846) en 1795, que lo convirtió en un medio de comunicación conservador. Un gran número de conocidos escritores colaboraron en el diario, incluyendo a Samuel Taylor Coleridge, Charles Lamb, James Mackintosh, Robert Southey y William Wordsworth. Durante los siete años bajo la propiedad de Stuart, la tirada del periódico aumentó desde 350 hasta 4000 ejemplares.
Posteriormente fue adquirido por un fabricante de papel procedente de Lancashire llamado Crompton. En 1848 contrató a Peter Borthwick, un escocés que había sido diputado conservador por Evesham entre 1835 y 1847, como editor. Cuando Borthwick murió en 1852, su hijo Algernon asumió el cargo. Durante los años 1850, el periódico estuvo muy vinculado al gobierno de Palmerston.
Con la ayuda de Andrew Montagu, Borthwick adquirió el Post en 1876. Su hijo Oliver (1873-1905) era business manager y editor, pero murió joven, y tras la muerte de su padre en 1908 el control pasó a su hija Lilias Borthwick (1871-1965), esposa de Seymour Henry Bathurst (1864-1943).
El periódico era conocido por su seguimiento de las actividades de las clases más ponderosas y adineradas y por su interés en asuntos exteriores y en acontecimientos literarios y artísticos. Comenzó a publicar regularmente noticias sobre obras de teatro, conciertos y óperas a principios del siglo XX, y es considerado el primer periódico diario de Londres en hacerlo.
En 1881 situó por primera vez a una mujer como corresponsal de guerra, cuando envió a Lady Florence Dixie a Sudáfrica a cubrir la Primera Guerra de los Bóeres.
Maurice Baring fue un corresponsal del periódico en el extranjero, informando desde Manchuria, Rusia y Constantinopla entre 1904 y 1909. Fue corresponsal de guerra con las fuerzas rusas durante la Guerra Ruso-Japonesa (1904-1905).
Howell Arthur Gwynne asumió el cargo de editor en 1911.
El diario provocó la ira de los anticolonialistas en 1919 cuando organizó la recolección de una bolsa de 18.000 libras esterlinas para entregársela a Reginald Dyer, el general de la masacre de Amritsar, tras su regreso a Gran Bretaña, por sus servicios al Imperio Británico.

### The Cause of World Unrest
El diario ganó notoriedad en 1920 cuando publicó una serie de 17 o 18 artículos basados en los Protocolos de los Sabios de Sion, un panfleto antisemita previamente publicado en ruso por Sergei Nilus. Estos artículos fueron posteriormente recogidos y formaron la base de un libro, The Cause of World Unrest, al que contribuyó la mitad del personal del periódico, principalmente George Shanks y Nesta H. Webster. Pero la responsabilidad principal de la recopilación recayó en el editor del periódico, Gwynne. El libro además denunciaba el judaísmo internacional y la disolución cultural y social de las naciones cristianas.

### Últimos años
Los Bathurst vendieron el periódico a un consorcio organizado por el Duque de Northumberland en 1924.
En mayo de 1926, durante una huelga general, las oficinas del periódico en Glenesk House (Aldwych) fueron ocupadas por las autoridades para producir la British Gazette, un periódico gubernamental bajo la edición del entonces ministro de hacienda, Winston Churchill.
La controvertida campaña contra el control judío de los cargos políticos y la prensa en Gran Bretaña condujo a un boicot judío cada vez más efectivo de la publicidad, de modo que el periódico decayó gradualmente.
Finalmente, el 24 de agosto de 1937 fue vendido a su competidor The Daily Telegraph. Se puso de manifiesto que los propietarios del Telegraph, Lord Camrose y su hijo Lord Kemsley, estaban emparentados personalmente con poderosas familias judías. El hijo de Kemsley estaba casado con una Rothschild; el director del Telegraph, el coronel Burnham, también era judío.
Al contrario de lo que se esperaba, The Morning Post no se mantuvo como un diario separado, sino que fue “fusionado” con The Daily Telegraph. Muchos de los periodistas del Post fueron jubilados; otros se unieron al Telegraph, entre los que se encontraba Bill Deedes.

## Editores
- 1834-1844: Charles Eastland de Michele (1810-1898)
- 1848-1852: Peter Borthwick
- 1852-1897: Algernon Borthwick
- 1897: Oliver Borthwick
- 1897-1905: James Nicol Dunn
- 1905: Spenser Wilkinson
- 1905-1911: Fabian Ware
- 1911-1937: Howell Arthur Gwynne

- Datos: Q1750567
- Multimedia: The Morning Post / Q1750567